# Centro Histórico de Oaxaca
O Centro Histórico de Oaxaca situa-se no estado de Oaxaca, no México. Em conjunto com o Sítio Arqueológico de Monte Albán  é Património Mundial da Unesco desde 1987 devido Oaxaca a ser um bom exemplo do planeamento colonial espanhol de cidades. A solidez e volume dos edifícios mostram que estavam bem adaptados à região sísmica onde estas jóias da arquitectura foram construídas.
Os terramotos destruíram e provocaram danos nos edifícios mais velhos da cidade, logo os que existem datam do principio do século XVIII. 

## Galeria

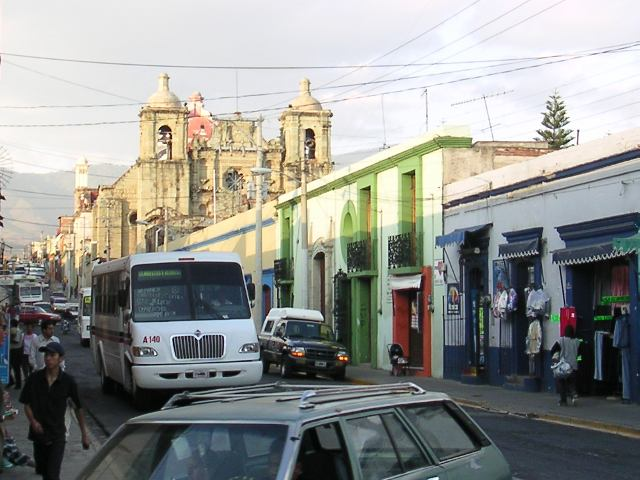
Calle Tinoco e Palácios, com a igreja de San Felipe Neri
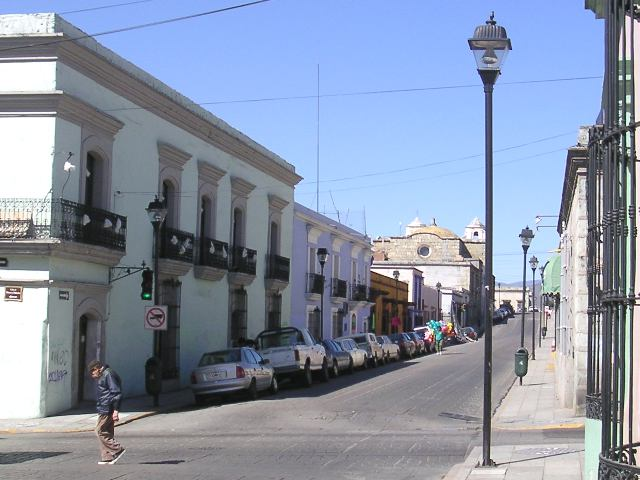
Calle Morelos
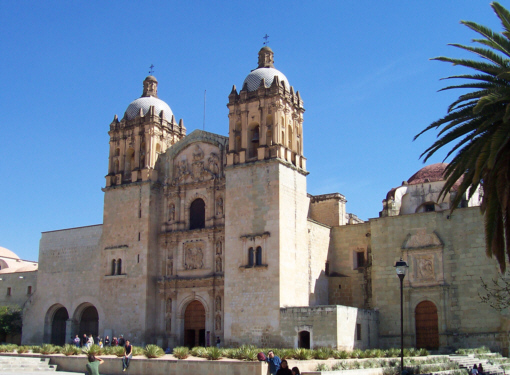
Igreja de Santo Domingo de Guzmán